# Camelinodae
Camelinodae, novi nadtribus krstašica, dio potporodice Brassicoideae, red Brassicales. Sastoji se od 18 tribusa.,

## Opis
Tip: Camelina Crantz, podlanak ili kamelina.
Opis: Trihomi su obično prisutni, jednostavni i/ili razgranati; višestanične žlijezde odsutne. Listovi nisu ili su različito podijeljeni u složeni, ušice pri dnu ili ne. Osnovni brojevi različiti, najčešći x = 6, 7, 8.
Distribucija: Zastupljen domaćim svojtama na svim kontinentima osim Antarktika; najraznovrsniji u Holarktiku iz Euroazije i Sjeverne Amerike.

## Tribusi i rodovi
1. Supertribus Camelinodae D.A.German et al., supertrib. nov.
  1. Tribus Alyssopsideae Warwick et al.
    1. Dielsiocharis O. E. Schulz (2 spp.)
    2. Olimarabidopsis Al-Shehbaz et al. (3 spp.)
    3. Calymmatium O. E. Schulz (2 spp.)
    4. Alyssopsis Boiss. (2 spp.)

  2. Tribus Arabidopsideae trib. nov.
    1. Arabidopsis (DC.) Heynh. (18 spp.)

  3. Tribus Boechereae Al-Shehbaz
    1. Sandbergia Greene (2 spp.)
    2. Boechera Á. Löve & D. Löve (112 spp.)
    3. Phoenicaulis Nutt. ex Torr. & A. Gray (1 sp.)
    4. Polyctenium Greene (1 sp.)
    5. Cusickiella Rollins (2 spp.)
    6. Anelsonia J. F. Macbr. & Payson (1 sp.)
    7. Yosemitea P. J. Alexander & Windham (1 sp.)
    8. Nevada N. H. Holmgren (1 sp.)
    9. Borodinia N. Busch (9 spp.)

  4. Tribus Camelineae DC.
    1. Neslia Desv. (2 spp.)
    2. Camelina Crantz (10 spp.)
    3. Pseudoarabidopsis Al-Shehbaz, O’Kane & R. A. Price (1 sp.)
    4. Catolobus (C. A. Mey.) Al-Shehbaz (2 spp.)
    5. Capsella Medik. (4 spp.)
    6. Chrysochamela (Fenzl) Boiss. (3 spp.)

  5. Tribus Cardamineae Dumort.
    1. Aplanodes Marais (2 spp.)
    2. Iodanthus Torr. & A. Gray (1 sp.)
    3. Leavenworthia Torr. (8 spp.)
    4. Selenia Nutt. (4 spp.)
    5. Planodes Greene (2 spp.)
    6. Nasturtium Aiton (6 spp.)
    7. Barbarea W. T. Aiton (29 spp.)
    8. Rorippa Scop. (87 spp.)
    9. Bengt-jonsellia Al-Shehbaz (2 spp.)
    10. Andrzeiowskia Rchb. (1 sp.)
    11. Armoracia G. Gaertn., B. Mey. & Scherb. (3 spp.)
    12. Cardamine L. (249 spp.)
    13. Ornithocarpa Rose (2 spp.)

  6. Tribus Crucihimalayeae German & Al-Shehbaz
    1. Ladakiella D. A. German & Al-Shehbaz (1 sp.)
    2. Pulvinatusia J. P. Yue, H. L. Chen, Al-Shehbaz & H. Sun (1 sp.)
    3. Crucihimalaya Al-Shehbaz et al. (13 spp.)

  7. Tribus Descurainieae Al-Shehbaz
    1. Tropidocarpum Hook. (4 spp.)
    2. Hornungia Rchb. (6 spp.)
    3. Robeschia Hochst. ex E. Fourn. (1 sp.)
    4. Ianhedgea Al-Shehbaz & O´Kane (1 sp.)
    5. Descurainia (E. Fourn.) Webb & Berthel. (49 spp.)
    6. Trichotolinum O. E. Schulz (1 sp.)

  8. Tribus Erysimeae Dumort.
    1. Erysimum L. (269 spp.)
    2. Gynophorea Gilli (1 sp.)

  9. Tribus Halimolobeae Al-Shehbaz
    1. Exhalimolobos Al-Shehbaz & C. D. Bailey (9 spp.)
    2. Halimolobos Tausch (10 spp.)
    3. Pennellia Nieuwl. (11 spp.)
    4. Mancoa Wedd. (9 spp.)
    5. Sphaerocardamum Schauer (8 spp.)

  10. Tribus Hemilophieae trib. nov.
    1. Hemilophia Franch. (6 spp.)
    2. Dipoma Franch. (1 sp.)

  11. Tribus Lepidieae DC.
    1. Lepidium L. (273 spp.)
    2. Delpinophytum Speg. (1 sp.)

  12. Tribus Malcolmieae Al-Shehbaz & Warwick
    1. Maresia Pomel (5 spp.)
    2. Eigia Soják (1 sp.)
    3. Malcolmia W. T. Aiton (6 spp.)
    4. Marcus-kochia Al-Shehbaz (4 spp.)

  13. Tribus Microlepidieae Warwick et al.
    1. Microlepidium F. Muell. (2 spp.)
    2. Carinavalva Ising (1 sp.)
    3. Blennodia R. Br. (2 spp.)
    4. Ballantinia Hook. fil. ex E. A. Shaw (1 sp.)
    5. Arabidella (F. Muell.) O. E. Schulz (6 spp.)
    6. Lemphoria O. E. Schulz (4 spp.)
    7. Hutchinsia auct. (1 sp.)
    8. Phlegmatospermum O. E. Schulz (4 spp.)
    9. Menkea Lehm. (6 spp.)
    10. Drabastrum (F. Muell.) O. E. Schulz (1 sp.)
    11. Geococcus J. L. Drumm. ex Harv. (1 sp.)
    12. Scambopus O. E. Schulz (1 sp.)
    13. Harmsiodoxa O. E. Schulz (3 spp.)
    14. Pachymitus O. E. Schulz (1 sp.)
    15. Irenepharsus Hewson (3 spp.)
    16. Pachycladon Hook. fil. (11 spp.)
    17. Stenopetalum W. T. Aiton ex DC. (11 spp.)

  14. Tribus Oreophytoneae Warwick et al.
    1. Murbeckiella Rothm. (6 spp.)
    2. Oreophyton O. E. Schulz (1 sp.)

  15. Tribus Physarieae B. L. Rob.
    1. Physaria (Nutt. ex Torr. & A. Gray) A. Gray (109 spp.)
    2. Paysonia O´Kane & Al-Shehbaz (8 spp.)
    3. Dimorphocarpa Rollins (4 spp.)
    4. Dithyrea Harv. (2 spp.)
    5. Lyrocarpa Hook. & Harv. (3 spp.)
    6. Nerisyrenia Greene (10 spp.)
    7. Synthlipsis A. Gray (2 spp.)

  16. Tribus Smelowskieae Al-Shehbaz
    1. Smelowskia C. A. Mey. (24 spp.)

  17. Tribus Turritideae Buchenau
    1. Turritis L. (2 spp.)

  18. Tribus Yinshanieae Warwick et al.
    1. Yinshania Ma & Y. Z. Zhao (14 spp.)